# Japaga
Japaga is een plaats in de gemeente Lipik in de Kroatische provincie Požega-Slavonië. De plaats telt 162 inwoners (2001).